# Orbiana

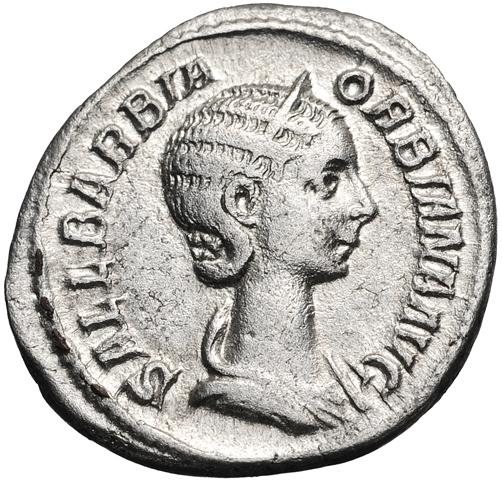
Denar der Orbiana

Orbiana († nach 227) war von 225 bis 227 römische Kaiserin. Sie war in diesem Zeitraum mit dem Kaiser Severus Alexander verheiratet. Ihr voller Name lautete Gnaea Seia Herennia Sallustia Barbia Orbiana. Nachdem ihr Vater einen Machtkampf mit der Mutter des Kaisers verloren hatte, wurde die Ehe aufgelöst und Orbiana nach Afrika verbannt.  

## Herkunft und Leben
Orbianas voller Name ist inschriftlich überliefert. Den zusätzlichen Namen Orba, der nur auf kleinasiatischen Münzen bezeugt ist, hat sie nicht geführt; es handelt sich offenbar um einen Irrtum von Stempelschneidern in Kleinasien.
Über Orbianas Herkunft ist nur bekannt, dass sie aus einer vornehmen, wohl senatorischen Familie stammte, die aber anscheinend politisch nicht einflussreich war. Es ist bisher nicht gelungen, ihren Vater Seius Sallustius einem der bekannten Senatorengeschlechter zuzuordnen. Vermutlich hat gerade die Verbindung vornehmer Herkunft mit politischer Bedeutungslosigkeit Sallustius für die Rolle des Schwiegervaters des Kaisers prädestiniert. Aus Orbianas Namen ist ein Verwandtschaftsverhältnis zu dem Senator Herennius Orbianus, der zur Zeit des Kaisers Antoninus Pius lebte, zu erschließen.
Orbianas Heirat mit dem siebzehnjährigen Kaiser Alexander wurde von dessen Mutter Julia Mamaea arrangiert. Mamaea übte damals trotz der Volljährigkeit ihres Sohnes weiterhin faktisch die Macht aus. Orbiana erhielt den Titel Augusta. 
Die im Jahre 225 geschlossene Ehe blieb aber kinderlos und hielt nicht lange, denn zwischen Mamaea und Sallustius brach ein Machtkampf aus, den Mamaea gewann. Im Jahre 227 erzwang sie die Auflösung der Ehe ihres Sohnes. Sallustius versuchte, bei der als unzuverlässig bekannten Prätorianergarde Unterstützung zu mobilisieren, um Mamaea auszuschalten und als Schwiegervater selbst die Kontrolle über den unselbständigen Kaiser zu übernehmen. Der Putschversuch scheiterte, Sallustius wurde festgenommen und hingerichtet. Orbiana wurde nach Afrika verbannt. Dies könnte dafür sprechen, dass sie von dort stammte. Über ihr weiteres Schicksal ist nichts bekannt.
Nach diesem Fehlschlag hat Mamaea nicht gewagt, ihren Sohn erneut zu verheiraten. Offenbar hielt sie das Risiko für zu hoch. Lieber nahm sie in Kauf, dass die Thronfolge ungeregelt blieb.

## Ikonographie
Ein Silbermedaillon zeigt auf der einen Seite Mamaea, auf der anderen Seite das Kaiserpaar. Auf Münzen, die anlässlich der Hochzeit geprägt wurden, ist der Kaiser mit seiner Frau abgebildet. Orbiana ist auf den Münzen schwer von Julia Mamaea zu unterscheiden. Ob sich Kriterien gewinnen lassen, nach denen man ihr rundplastische Bildnisse eindeutig zuweisen kann, ist in der Forschung umstritten. Der Archäologe Max Wegner verneint diese Frage, andere Forscher sind optimistischer. Eine Statue einer Herrscherin als Venus Felix im Vatikan ist vermutungsweise als Bildnis der Orbiana gedeutet worden, doch bestehen hinsichtlich dieser Identifizierung erhebliche Zweifel. Ebenfalls zweifelhaft ist die Vermutung, ein Kopf im Louvre stelle Orbiana dar.

## Rezeption

### Antike
Auf einigen Inschriften wurde der Name Orbianas nach der Auflösung ihrer Ehe getilgt. 
Die Hauptquelle ist der Bericht des zeitgenössischen Geschichtsschreibers Herodian. Dieser nennt allerdings die Namen von Alexanders Frau und Schwiegervater nicht. Seine Schilderung ist literarisch ausgeschmückt, seine Interpretation wird von der heutigen Forschung nicht geteilt. Er behauptet, der Kaiser habe seine Frau geliebt und die Auflösung seiner Ehe nicht gewünscht, doch habe er seiner Mutter nicht zu widersprechen gewagt. Der Konflikt sei auf Mamaeas frevelhaften Hochmut zurückzuführen. Sie habe sich gegenüber ihrer Schwiegertochter und deren Vater aus Eifersucht so anmaßend verhalten, dass der provozierte Schwiegervater des Kaisers dies schließlich nicht mehr ertragen und sich bei den Prätorianern beklagt habe. Darauf habe sie seine Hinrichtung angeordnet. Sie habe ihre Schwiegertochter aus dem Kaiserpalast gejagt und nach Afrika verbannt.
Die spätantike Historia Augusta stellt mit Berufung auf den athenischen Geschichtsschreiber Dexippos den Konflikt anders dar. Ihr unbekannter Verfasser schreibt, Alexanders Schwiegervater habe beabsichtigt, den Kaiser heimtückisch zu ermorden. Nach der Aufdeckung seines Umsturzplans sei er hingerichtet und die Ehe geschieden worden. Diese Version ist sicher falsch. Sie wurde erfunden, um die passive und daher unrühmliche Rolle des in dieser Überlieferung idealisierten Kaisers zu vertuschen. Auch die Behauptung, die Quelle sei Dexippos, ist unglaubwürdig.

### Frühe Neuzeit
Im 18. Jahrhundert wurde der Machtkampf zwischen Mamaea und Orbiana wiederholt als Oper vertont. Große Verbreitung hatte das Libretto Alessandro Severo von Apostolo Zeno, dessen erste Vertonung durch Antonio Lotti 1716 uraufgeführt wurde. Auch das Libretto von Giovanni Battista Pergolesis erster Oper La Salustia ist eine Überarbeitung von Zenos Text. Die Uraufführung fand 1732 in Venedig statt. Hier ist die Kaiserin Salustia die heroisch liebende Heldin, Alessandro der schwache Gatte, der sich seiner herrschsüchtigen Mutter Giulia unterwirft.